# Großsteingräber bei Dahlenburg
Die Großsteingräber bei Dahlenburg waren drei megalithische Grabanlagen der jungsteinzeitlichen Trichterbecherkultur bei Dahlenburg im Landkreis Lüneburg (Niedersachsen). Sie wurden im 19. Jahrhundert zerstört. Sie lagen östlich bzw. südöstlich von Dahlenburg: zwei auf der Feldmark des Wohnplatzes Quickborn und eines auf der Feldmark des Wohnplatzes Buendorf. Über Ausrichtung, Maße und Grabtyp liegen keine Angaben vor.